# Hughie Mack
Hughie Mack (26 de noviembre de 1884 – 13 de octubre de 1927), fue un actor estadounidense de la época del cine mudo. 
Nacido en Brooklyn, Nueva York, actuó en 195 filmes entre 1910 y 1928. 
Falleció a causa de una enfermedad cardiaca en Santa Mónica (California) en 1927. Se encuentra enterrado en el Cementerio Woodlawn Mempry de Santa Mónica.

## Filmografía seleccionada
- The Silent Flyer (1926)
- Avaricia (1924)
- The Riddle Rider (1924)
- Bringing Up Father (1915)